# سلطنت عدل
سلطنت عدل سلطان‌نشینی چند قومی در دورهٔ میانهٔ اسلامی در شاخ آفریقا بود. بنیاد سلطنت عدل پس از سقوط سلطنت ایفات به‌دست صدرالدین دوم گذارده شد. دوران شکوه این حکومت در فاصلهٔ میان سال‌های ۱۴۵۵ تا ۱۵۷۷ میلادی بود. در اوج اقتدار، سلطنت عدل سراسر مناطق شاخ آفریقا تا شرق امپراتوری اتیوپی را در دست داشت. این سلطنت به‌دست باشندگان فلات هرر ساخته شد.